# Leonardo Bianchi

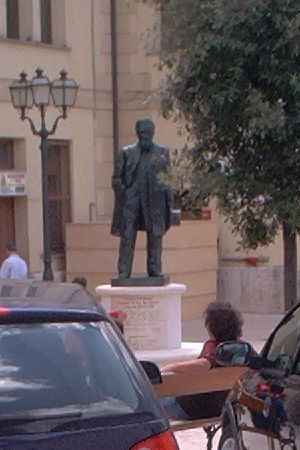
Standbild Leonardo Bianchis auf der Piazza Municipio in San Bartolomeo in Galdo

Leonardo Bianchi (* 5. April 1848 in San Bartolomeo in Galdo; † 13. Februar 1927 in Neapel) war ein italienischer Neurologe und Politiker.

## Leben
Er studierte Chirurgie und Medizin an der Universität Neapel und gründete das Istituto psichiatrico di Napoli (Psychiatrisches Institut von Neapel). Er war an der Universität auch als Professor tätig.
Bei dem Gesetz Sui manicomi e sugli alienati (Zu den Nervenheilanstalten und den Geisteskranken) hat er mitgewirkt und 1905 als Bildungsminister im ersten Kabinett von Alessandro Fortis die ersten drei Lehrstühle für Psychologie in Italien (an den Universitäten Rom, Neapel und Turin) eingeführt. Der Entwurf einer Sekundarschulreform, den eine auf sein Betreiben hin eingesetzte königliche Kommission unter maßgeblicher Beteiligung von Gaetano Salvemini erarbeitet hatte und der unter anderem eine gemeinsame Mittelschule ohne Latein vorgesehen hatte, scheiterte am Widerstand der Lehrerverbände. Im Kabinett von Paolo Boselli war er von Juni 1916 bis Oktober 1917 Ministro senza portafoglio und als solcher für das Sanitätswesen bei den kämpfenden Truppen zuständig.
Von 1892 bis 1919 war er Abgeordneter in der Camera dei deputati, wo er zur demokratischen Linken gehörte. Von 1910 bis 1914 war er Präsident der Provinz Benevent. 1919 wurde er zum Senator ernannt. 1923 musste er aufgrund seines Alters seine Professorstelle aufgeben; trotzdem war er noch aktiv und führte auch seine Forschungen fort.
Er starb 1927 an Angina Pectoris auf einer Universitätsversammlung.

## Erkenntnisse über den Frontallappen
Er beschäftigte sich mit dem Frontallappen des Gehirns. Seine Schlussfolgerungen zog er aus Experimenten mit Affen und Hunden, denen er den Frontallappen entfernt hatte.
Er stellte fest, dass der Frontallappen eine größere Bedeutung hat, als damals bekannt war; er bezeichnete den Frontallappen als Koordinationszentrum und Bündelung der ein- und ausgehende sensorischen und motorischen Signale der Großhirnrinde.
Er benannte fünf Bereiche, die durch die Entfernung des Frontallappens eingeschränkt werden:
- Verlust der Wahrnehmungsqualität,
- reduzierte Gedächtnisleistung,
- Schwierigkeiten bei der Assoziation und daraus folgend Schwierigkeiten beim Verstehen von Abläufen und Ausführen komplexer Aufgaben,
- Veränderung von emotionalen Bindungen und des Sozialverhaltens,
- Konzentrationsstörungen und Apathie.